# 北原もも
北原 もも（きたはら もも、2006年8月30日 - ）は、日本の歌手、アイドル。女性アイドルグループOCHA NORMAのメンバー。
東京都出身（広島県福山市生まれ）。アップフロントプロモーション所属。

## 略歴
2019年
- 「モーニング娘。'19 LOVEオーディション」に応募するも、落選。
- 8月2日、広本瑠璃・橋田歩果・西﨑美空・平山遊季・江端妃咲・豫風瑠乃・村越彩菜・植村葉純とともにハロプロ研修生に加入。

2020年
- 7月26日、『Hello! Project 研修生発表会2020 〜夏の公開実力診断テスト〜』にて℃-uteの「都会っ子 純情(2012神聖なるver.)」を披露し、宮崎由加賞を受賞。

2021年
- 5月29日、『Hello! Project 研修生発表会2021 〜春の公開実力診断テスト〜』にて藤本美貴の「ブギートレイン'03」を披露し、元気にしてくれましたで賞（まこと賞）を受賞。
- 7月5日、ハロプロ研修生のドキュメンタリー番組『ハロドリ。』にて、新グループ（後のOCHA NORMA）に広本瑠璃・中山夏月姫・西﨑美空とともに加入することを発表。
- 12月12日、OCHA NORMAのメンバーとしてハロー!プロジェクトに加入。

2022年
- 7月13日、シングル『恋のクラウチングスタート/お祭りデビューだぜ!』でOCHA NORMAとしてメジャーデビュー。

2023年
- 7月4日、先週から体調不良が続き、病院で診察を受けた結果「聴覚過敏」の症状がみられ通院加療が必要である、と診断されたため、症状によって、今後はパフォーマンスを制限することを発表。

2024年
- 2月4日、春日井製菓・つぶグミとハロー!プロジェクトのコラボレーション・ユニットGOODM!Xのメンバーに選抜されたことを発表。2月6日には、ユニットの特設サイトおよび、オリジナル楽曲「カモン・ミックス!」のMVを公開。

2025年
- 1月2日、Instagramを開設。

## 人物
- メンバーカラーはライトグリーン。
- 血液型A型。身長163.5 cm[15]。
- 2022年9月3日（グミの日[注 5]）に日本グミ協会の会員カードを発行[17][18]。ブログなどでグミ好きを公表しており、2023年4月4日には日本グミ協会から名誉会員に選ばれたことを報告[19][20]。
- 好きな音楽ジャンルはJ-POP。好きなスポーツはダンス。趣味はもものグッズ集め、イラストを描くこと[21]。
- 小学1年生からダンスを習っていた[5]。中学では美術部に所属[22]。
- 好きなお笑い芸人はザ・ギース[23]、ランジャタイ[24]、ヨネダ2000[25]。
- 座右の銘は「いつも太陽のほうを向いて」[21]。
- 靴下を約200足（2022年7月現在）コレクションしている。きっかけは、小学5年生の正月に衣料品店で靴下詰め放題に参加したこと[5]。
- 人からは真面目な性格だと思われることが多く、北原がメンバーに対して冗談を言っても相手が真に受けてしまい、冗談が通じないことがあるという[26]。
- 新グループ（後のOCHA NORMA）加入が発表される前まで、中学卒業と同時にハロプロ研修生を辞めることも考えていた[27]。
- 『おはスタ』の「ふなっき歌謡祭」のコーナーに出演していた船木結（元アンジュルム）を見て朝から元気をもらい、自分も元気を与えるアイドルになりたくなったといい[27]、憧れの先輩としても挙げている。小学6年生の時に、モデルへの憧れから読者モデルとしてファッションショーに出たことで、人前でパフォーマンスをしたいと思うようになった[5]。

## 作品

### 配信シングル
- カモン・ミックス!（2024年2月14日） - GOODM!X名義[28]
- ワタシ・プレミアム（2025年2月14日） - GOODM!X PREMIUM名義[29]

## 出演

### コンサート
- メロン記念日’25 LIVE TOUR〜熟メロン〜（2025年9月23日・10月4日、2都市4公演） - ゲスト出演[30]

### イベント
- Hello! Project 25周年 モーニング娘。2期 保田圭・矢口真里Presents「2(に)」（2023年5月26日、I'M A SHOW）[31]

### テレビドラマ
- ミス・ターゲット 第4話・第5話（2024年5月12日・19日、朝日放送テレビ・テレビ朝日） - 莉子 役[32][33]

### 舞台
- 演劇女子部『図書館物語〜3つのブックマーク〜』（2021年11月11日 - 21日、池袋シアターグリーン BIG TREE THEATER） - 綾辻深月 役
- STAGE VANGUARD「悪嬢転生」（2022年8月5日・9日、COTTON CLUB） - ゲスト出演[34]
- 演劇女子部「ミラーガール」（2024年11月8日 - 17日、こくみん共済 coop ホール／スペース・ゼロ） - 町田ミア 役

### モデル
- Aimmx - 高橋愛プロデュースのコスメ[35]

### ファッション雑誌
- 装苑
- Zipper

ほか

## 所属グループ・ユニット
- OCHA NORMA（2021年 - ）
- GOODM!X→GOODM!X PREMIUM（2024年 - ）